# Кундинско езеро
Кундинското езеро (на македонска литературна норма: Кундинско Езеро) е езеро и мочурище край пробищипското село Кундино, Северна Македония.

## Описание
Кундино е малко село, разположено на 700 m надморска височина, на 4 километра северозападно от град Пробищип, в подножието на голямата палеовулканична планина Плавица (1297 m), на която има останки от кратер (калдера). Кундинското езеро е много рядък вид естествено езеро, разположено на 1 km на североизток от селото в дъното на дълбока палеовулканична елипсовидна падина, на 745 m надморска височина. Басейнът на езерото е създаден от ерозия на по-малко устойчивите туфи на фона на по-устойчивите андезити, които изграждат рамката около него. Езерото има полукръгла форма, с доминираща посока ИЮ-ЮЗЗ.
След прокопаването на отводнителен канал през 70-те години на ΧΧ век езерото е почти напълно унищожено и сега има временен характер и прилича повече на торфище, с буйна растителност от тръстика и острица. При максимално ниво (при интензивни валежи) дължината му достига 250 m, ширината 30 – 70 m, дължината на бреговата линия е 580 m, а площта му е 13 500 m2. Тогава най-голямата му дълбочина е до 3 m. Езерото получава вода почти изключително от атмосферни валежи от водосборната си област (0,34 km), а я губи чрез изтичане от отводнителния канал, чрез изпарение, потъване.
В 1896 година Гьорче Петров пише в „Материали по изучаванието на Македония“:
| „ | При с. Кондово подъ ребрата на Плавица има езеро — блато, голѣмо колкото едно гумно. Отъ него вадѭтъ пиявици. | “ |